# Чаа-Суур
Чаа-Суур (тув.: Чаа-Суур) — населений пункт у Республіці Тива, в Овюрському кожууні (Російська Федерація).

## Населення
| 2011 | 2012 | 2013 | 2014 | 2015 | 2016 |
| ---- | ---- | ---- | ---- | ---- | ---- |
| 619  | 605  | 606  | 588  | 589  | 567  |